# Eletica rugiceps
Eletica rugiceps es una especie de coleóptero de la familia Meloidae.

## Distribución geográfica
Habita en Zanzíbar (Tanzania).